# Championnats d'Europe de triathlon en relais mixte
Les championnats d'Europe de triathlon en relais mixte sont des compétitions annuelles de triathlon, qui se pratique en équipe mixte et en relais d'ordre déterminé et mélangé (1 femme/1 homme/1 femme/1 homme). Ils sont organisés par la Fédération européenne de triathlon (ETU), depuis 2009 où la compétition se déroule dans le cadre de l'organisation des championnats d'Europe de triathlon.

## Principe de pratique
Cette discipline se déroule sur des distances déterminées par la Fédération internationale de triathlon et suivant les sites d'organisations, comprises entre 250 et 300 mètres de natation en départ groupé et en eau libre, 5 à 6 km de cyclisme sur route et 1,5 à 2 km de course à pied. Depuis 2017, elle fait partie des épreuves olympique de triathlon.
Ces distances doivent être parcourues quatre fois par quatre triathlètes d'un même pays sur le principe du relais. Le titre est attribué sur une seule épreuve à l'équipe qui réalise le meilleur temps. 

## Palmarès
| Année | Lieu       | Médaille d'or                                                              | Médaille d'argent                                                                             | Médaille de bronze                                                               |
| ----- | ---------- | -------------------------------------------------------------------------- | --------------------------------------------------------------------------------------------- | -------------------------------------------------------------------------------- |
| 2024  | Balikesir  | Euan De Nigro Sharon Spimi Nicola Azzano Carlotta Missaglia                | Jan Diener Julia Bröcker Eric Diener Marlene Gomez-Göggel                                     | Hamish Reilly Libby Coleman Marcus Dey Bethany Cook                              |
| 2023  | Balikesir  | Hamish Reilly Tilly Anema Samuel Dickinson Jessica Fullagar                | Esteban Basanta Fouz Sara Guerrero Manso Jose Ignacio Galvez Ponce Cecilia Santamaria Surroca | Fabian Meeusen Nora Gmür Alexis Lherieau Rebecca Beti                            |
| 2022  | Munich     | Léo Bergère Emma Lombardi Dorian Coninx Cassandre Beaugrand                | Valentin Wernz Nina Eim Simon Henseleit Laura Lindemann                                       | Max Studer Cathia Schär Simon Westermann Julie Derron                            |
| 2021  | Kitzbühel  | Sian Rainsley Samuel Dickinson Olivia Mathias Gordon Benson                | Laura Lindemann Lasse Lührs Lisa Tertsch Jonas Breinlinger                                    | Valentina Riasova Ilya Prasolov Yuliya Golofeeva Grigory Antipov                 |
| 2019  | Weert      | Sandra Dodet Paul Georgenthum Émilie Morier Léo Bergère                    | Nina Eim Jonas Breinlinger Caroline Pohle Justus Nieschlag                                    | Maya Kingma Marco Van Der Stel Rachel Klamer Jorik Van Egdom                     |
| 2018  | Glasgow    | Léonie Périault Pierre Le Corre Cassandre Beaugrand Dorian Coninx          | Lisa Berger Andrea Salvisberg Nicola Spirig Sylvain Fridelance                                | Claire Michel Jelle Geens Valerie Barthelemy Marten Van Riel                     |
| 2017  | Kitzbühel  | Anne Holm Andreas Schilling Sif Bendix Madsen Emil Deleuran Hansen         | Cassandre Beaugrand Simon Viain Émilie Morier Raphaël Montoya                                 | Anastasia Gorbunova Dmitry Polyanskiy Anastasia Abrosimova Vladímir Turbayevskiy |
| 2016  | Lisbonne   | Lucy Hall Thomas Bishop India Lee Grant Sheldon                            | Mariya Shorets Igor Polyanskiy Alexandra Razarenova Dmitry Polyanskiy                         | Zsófia Kovács Tamás Tóth Margit Vanek Ákos Vanek                                 |
| 2015, | Genève     | Jeanne Lehair Simon Viain Emmie Charayron David Hauss                      | Jolanda Annen Andrea Salvisberg Nicola Spirig Sven Riederer                                   | Jodie Stimpson Matthew Sharp Lucy Hall Thomas Bishop                             |
| 2014  | Kitzbühel  | Charlotte Bonin Alessandro Fabian Annamaria Mazzetti Matthias Steinwandter | Sophia Saller Maximilian Schwetz Hanna Philippin Justus Nieschlag                             | Holly Lawrence Marc Austin Lois Rosindale Matthew Sharp                          |
| 2013  | Alanya     | Anja Knapp Jonathan Zipf Rebecca Robisch Sebastian Rank                    | Irina Abysova Dmitry Polyanskiy Alexandra Razarenova Alexander Bryukhankov                    | Alice Betto Alessandro Fabian Annamaria Mazzetti Davide Uccellari                |
| 2012  | Eilat      | Camilla Pedersen Casper Stenderup Korch Line Jensen Andreas Schilling      | Anja Knapp Justus Nieschlag Sarah Fladung Franz Loeschke                                      | Eszter Dudás Tamás Tóth Anna Takács Gábor Faldum                                 |
| 2011  | Pontevedra | Allemagne                                                                  | Ukraine                                                                                       | Italie                                                                           |
| 2010  | Athlone    | Russie                                                                     | Italie                                                                                        |                                                                                  |
| 2009  | Holten     | Ukraine                                                                    | Russie                                                                                        | Hongrie                                                                          |

| Rang | Nation      | 1er | 2e | 3e | Total |
| ---- | ----------- | --- | -- | -- | ----- |
| 1    | France      | 4   | 1  |    | 5     |
| 2    | Royaume-Uni | 3   |    | 3  | 6     |
| 3    | Allemagne   | 2   | 6  |    | 8     |
| 4    | Italie      | 2   | 1  | 2  | 5     |
| 5    | Danemark    | 2   |    |    | 2     |
| 6    | Russie      | 1   | 3  | 2  | 6     |
| 7    | Ukraine     | 1   | 1  |    | 2     |
| 8    | Suisse      |     | 2  | 2  | 4     |
| 9    | Espagne     |     | 1  |    | 1     |
| 10   | Hongrie     |     |    | 3  | 3     |
| 11   | Belgique    |     |    | 1  | 1     |
| 11   | Pays-Bas    |     |    | 1  | 1     |